# Jerzy Jabłoński (związkowiec)
Jerzy Jabłoński (ur. 23 lutego 1952 w Kunowie) – polski związkowiec, działacz opozycji w PRL

## Życiorys
Jerzy Jabłoński urodził się 23 lutego 1952 r. w Kunowie. W 1971 r., po ukończeniu Technikum Hutniczo-Mechanicznego w Ostrowcu Świętokrzyskim, podjął pracę na stanowisku elektromontera w Fabryce Maszyn Rolniczyh „Agromet” w Kunowie, a następnie, w 1974 r. w Hucie im. M. Nowotki w Ostrowcu Świętokrzyskim. We wrześniu 1980 r. wziął udział w tworzeniu struktur NSZZ „Solidarność” w Hucie, zostając przewodniczącym jednej z komisji wydziałowych.
W czerwcu 1981 r. Jerzy Jabłoński był delegatem na I Wojewódzki Zjazd Delegatów Regionu Świętokrzyskiego NSZZ „Solidarność”, gdzie został wybrany członkiem Zarządu Regionu. Jednocześnie, od lipca 1981 r. sprawował funkcję wiceprzewodniczącego ostrowieckiej Delegatury Zarządu Regionu NSZZ „Solidarność”. Z ramienia Delegatury redagował oficjalną prasę związkową: „Informację Tygodnia. Serwis” oraz „Biuletyn Informacyjny”.

### Więzień polityczny PRL

#### Strajk w Hucie im. Nowotki

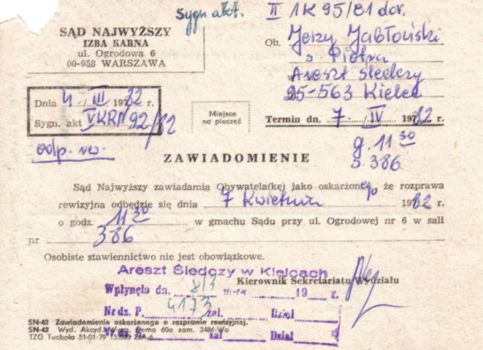
Zawiadomienie Jerzego Jabłońskiego o rozprawie rewizyjnej

W nocy z 12/13 grudnia 1981 r. Jerzy Jabłoński, ostrzeżony przez Marcelego Czarneckiego, uniknął internowania i udał się na teren Zakładu Metalurgicznego Huty im. M. Nowotki. Tam, rankiem 13 grudnia, współorganizował protest hutników przeciw wprowadzeniu stanu wojennego, zostając przewodniczącym komitetu strajkowego. Był jedną z osób odpowiedzialnych za pokojowe zakończenie strajku w nocy z 14 na 15 grudnia 1981 r.

#### Proces i więzienie
Po zakończeniu strajku Jerzy Jabłoński otrzymał nakaz stawienia się w Miejskiej Komendzie MO w Ostrowcu Świętokrzyskim, co uczynił 17 grudnia 1981 r. Aresztowany 18 grudnia, został oskarżony o złamanie Dekretu z 12 grudnia 1981 r. o stanie wojennym. 17 stycznia 1982 r. został skazany wyrokiem Sądu Wojewódzkiego w Kielcach na karę 3 lat pozbawienia wolności. W wyniku rewizji wniesionej przez ministra sprawiedliwości, Sąd Najwyższy w wyroku z dnia 4 maja 1982 r. podwyższył Jabłońskiemu karę do 4 lat pozbawienia wolności.

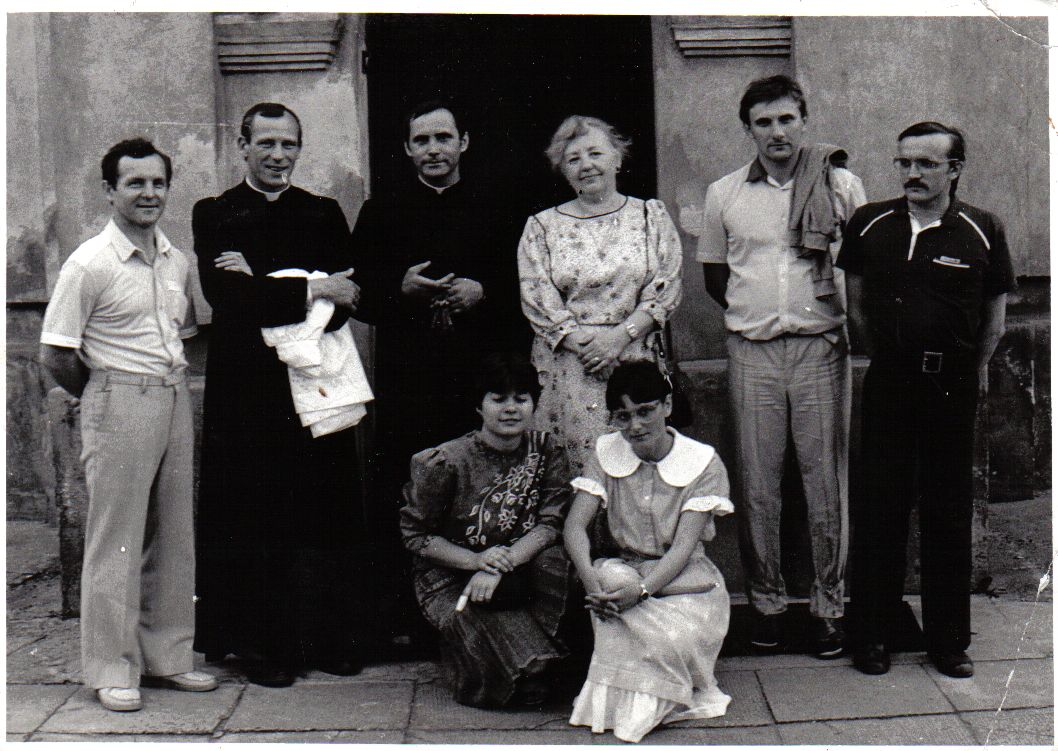
Jerzy Jabłoński (pierwszy z lewej) wraz z ostrowieckimi działaczami KPN

Osadzony w Zakładzie Karnym w Hrubieszowie, Jerzy Jabłoński wziął udział w kilku głodówkach i akcjach protestacyjnych. Zwolniony w sierpniu 1982 r. na kilkakrotnie przedłużaną przepustkę, ostatecznie uzyskał wolność w wyniku amnestii z 22 lipca 1983 r.
Wykorzystując sieć kontaktów z lat 1980–1981 oraz z pobytu w więzieniu, Jerzy Jabłoński zaangażował się w tworzenie struktur podziemnej „Solidarności” oraz sieci kolportażu prasy niezależnej. Od 1987 r. należał do Konfederacji Polski Niepodległej.

### W III RP

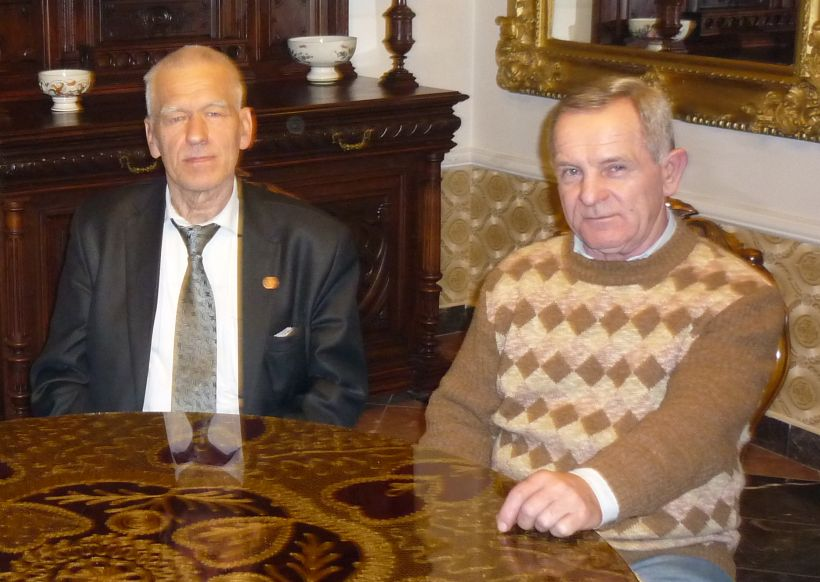
Jerzy Jabłoński wraz z kolegą z podziemia, przywódcą „Solidarności Walczącej” Kornelem Morawieckim (2011)

2 września 1989 r. Jerzy Jabłoński został przewodniczącym Delegatury Zarządu Regionu Świętokrzyskiego NSZZ „Solidarność” w Ostrowcu Świętokrzyskim. Funkcję tę pełnił do 1992 r.
W latach 90. Jerzy Jabłoński należał do partii politycznej Liga Miejska, aktualnie przynależy do Prawa i Sprawiedliwości. W wyborach samorządowych 1994, 2002, 2006 i 2010 bezskutecznie ubiegał się o mandat radnego Rady Miasta Ostrowca Świętokrzyskiego
Jerzy Jabłoński czynnie angażuje się w życie społeczne i kulturalne w Ostrowcu Świętokrzyskim. W latach 2006–2010 był członkiem, a następnie wiceprezesem Stowarzyszenia Działaczy NSZZ „Solidarność” 1980–1989 w Ostrowcu Świętokrzyskim, od 2009 pełni funkcję wiceprezesa Ostrowieckiego Stowarzyszenia Historycznego „Solidarność i Pamięć”. Występuje jako prelegent na sympozjach i konferencjach naukowych poświęconych tematyce NSZZ „Solidarność”.
W 2006 r. został odznaczony przez Prezydenta RP Złotym Krzyżem Zasługi.